# Spearville
Spearville är en ort i Ford County i Kansas. Vid 2010 års folkräkning hade Spearville 773 invånare.